# Karaağaç, Salihli
Karaağaç là một xã thuộc huyện Salihli, tỉnh Manisa, Thổ Nhĩ Kỳ. Dân số thời điểm năm 2011 là 576 người.